# مانفريد كانتر
مانفريد كانتر (بالألمانية: Manfred Kanther) (26 مايو 1939 في سيليزيا) هو سياسي ألماني من الاتحاد الديمقراطي المسيحي.شغل منصب وزير الداخلية بين عامي 1993 و1998.

## حياته ومهنته
بعد إكماله البكالوريوس عام 1958 في تورنغن، واصل كانتر دراسته في علم القانون في بون وماربورغ. وأكمل عام 1962 بأول اختبار دولة تلاها آخر عام 1966. كانتر متزوج وله ستة أطفال.

## روابط خارجية
- مانفريد كانتر على موقع مونزينجر (الألمانية)